# Желтухин, Пётр Николаевич
Пётр Николаевич Желтухин (1916—1971) — подполковник Советской Армии, участник Великой Отечественной войны, Герой Советского Союза (1945).

## Биография
Пётр Желтухин родился 21 ноября 1916 года в Самаре. После окончания семи классов школы работал киномехаником. В сентябре 1937 года Желтухин был призван на службу в Рабоче-крестьянскую Красную Армию. В 1938 году он окончил школу младших авиационных специалистов, в 1941 году — военную авиационную школу пилотов. С сентября того же года — на фронтах Великой Отечественной войны. Принимал участие в боях в Крыму, Ростовской области, освобождении Донбасса, Мелитопольской операции, освобождении Белорусской и Литовской ССР.
К сентябрю 1944 года гвардии майор Пётр Желтухин командовал эскадрильей 136-го гвардейского штурмового авиаполка 1-й гвардейской штурмовой авиадивизии 1-й воздушной армии 3-го Белорусского фронта. К тому времени он совершил 133 боевых вылета на штурмовку и разведку скоплений боевой техники и живой силы противника, его объектов, сбил 1 вражеский самолёт лично и ещё 8 — в составе группы.
Указом Президиума Верховного Совета СССР от 23 февраля 1945 года за «образцовое выполнение боевых заданий командования на фронте борьбы с немецкими захватчиками и проявленные при этом мужество и героизм» гвардии майор Пётр Желтухин был удостоен высокого звания Героя Советского Союза с вручением ордена Ленина и медали «Золотая Звезда».
После окончания войны Желтухин продолжил службу в Советской Армии. В 1953 году в звании гвардии подполковника он был уволен в запас. Проживал в Куйбышеве, работал начальником отдела охраны одного из заводов. Скончался 23 марта 1971 года, похоронен на аллее Щорса Городского кладбища Самары.
Был также награждён двумя орденами Красного Знамени, орденами Богдана Хмельницкого 3-й степени, Александра Невского, Отечественной войны 1-й степени, Красной Звезды, рядом медалей.